# Lukáš Forman
Lukáš Forman (* 11. ledna 1994 Brno) je český hokejový obránce. Do roku 2019 používal příjmení Vágner po svém biologickém otci, než si je změnil na příjmení muže, který ho reálně vychovával.
Jde o odchovance HC Kometa Brno, kde prošel mládežnickými týmy a v sezóně 2014/2015 poprvé nastoupil za A tým. V dalších dvou sezónách hostoval v prvoligovém týmu Přerova a několik utkání základní části odehrál i za svůj rodný klub. V sezóně 2017/2018 nastupoval za Kometu zejména v utkáních Ligy mistrů. Před sezónou 2018/2019 odešel na hostování do Karlových Varů.